# غونزالو روبالكابا
غونزالو روبالكابا هو عازف جاز وعازف بيانو وملحن كوبي، ولد في 27 مايو 1963 في هافانا في كوبا.

## وصلات خارجية
- الموقع الرسمي
- غونزالو روبالكابا على موقع IMDb (الإنجليزية)
- غونزالو روبالكابا على موقع ميوزك برينز (الإنجليزية)
- غونزالو روبالكابا على موقع أول ميوزيك (الإنجليزية)
- غونزالو روبالكابا على موقع ديسكوغز (الإنجليزية)
- غونزالو روبالكابا على موقع قاعدة بيانات الفيلم (الإنجليزية)